# Adam Kuehl
Adam Kuehl (né le 19 janvier 1984) est un athlète américain, spécialiste du lancer du disque. 

## Biographie

### Palmarès
| Date | Compétition                        | Lieu           | Résultat | Performance |
| ---- | ---------------------------------- | -------------- | -------- | ----------- |
| 2003 | Championnats panaméricains juniors | Bridgetown     | 2e       | 55,41 m     |
| 2007 | Jeux panaméricains                 | Rio de Janeiro | 2e       | 57,50 m     |

### Records
| Épreuve          | Performance | Lieu    | Date        |
| ---------------- | ----------- | ------- | ----------- |
| Lancer du disque | 64,98 m     | Salinas | 17 mai 2007 |